# Tourismus in Nordkorea

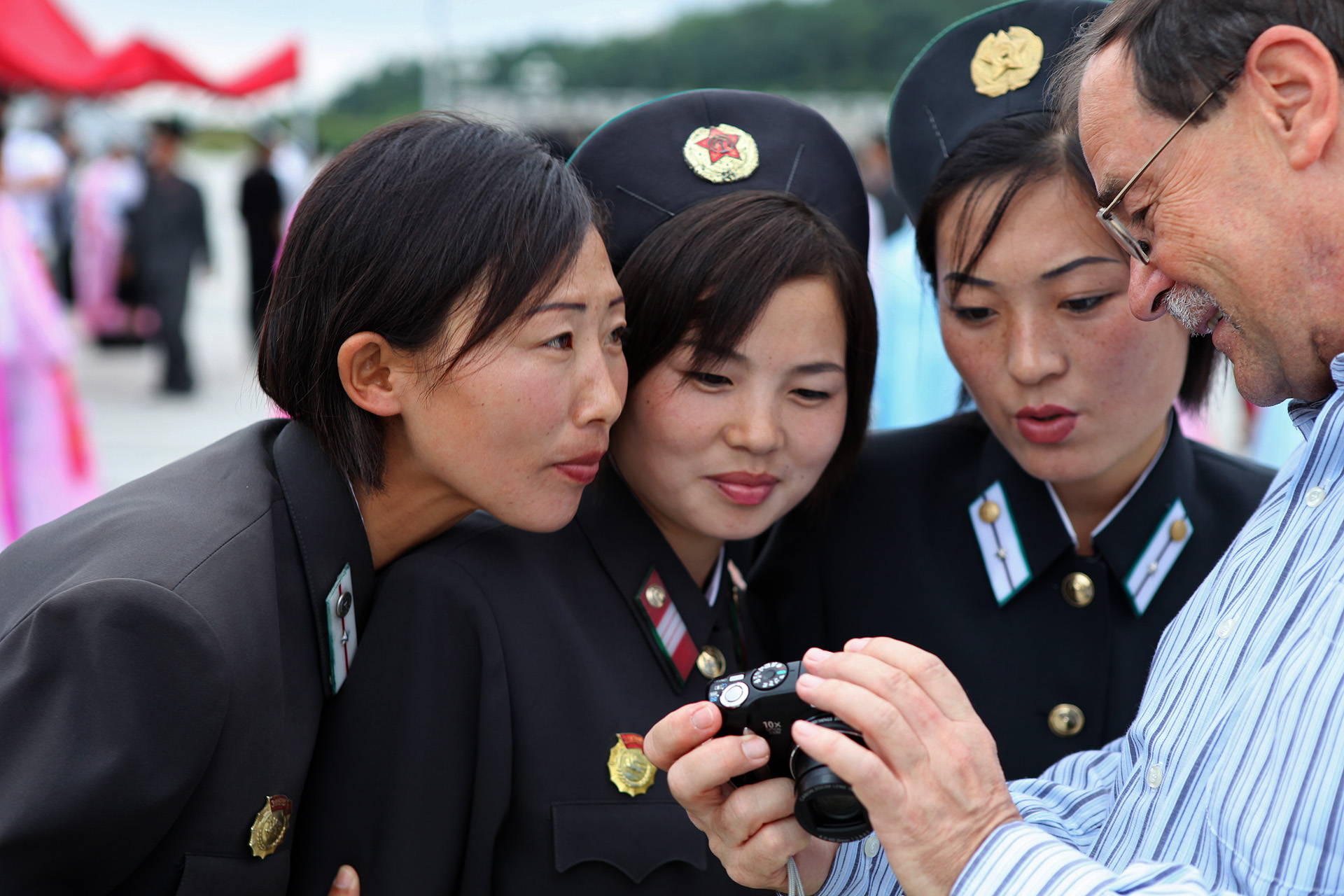
Ein Tourist macht Fotos mit Einheimischen

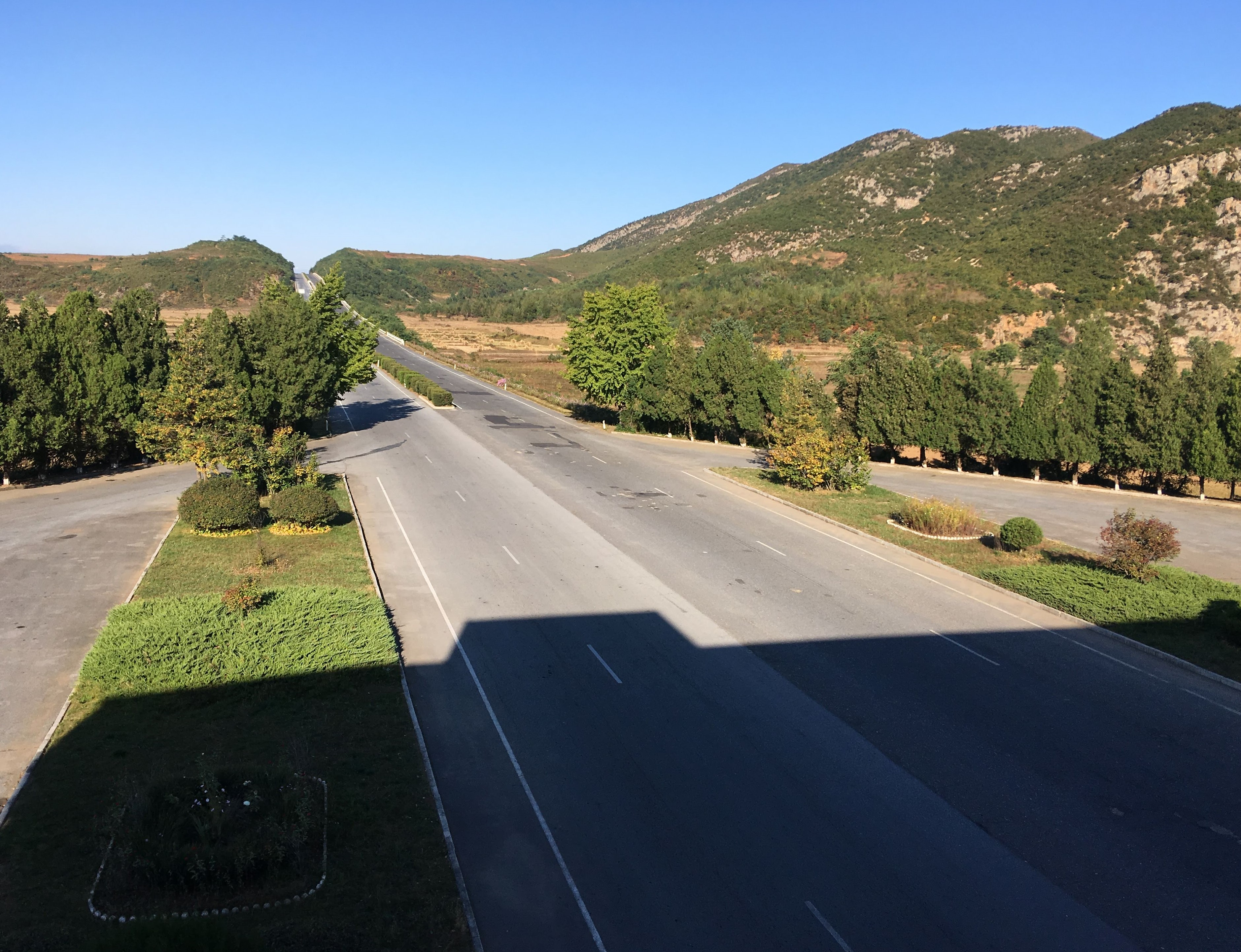
Die Autobahnen – hier diejenige nach Kaesong – sind kaum genutzt, was das Reisen für Touristengruppen erleichtert.

Der Tourismus in Nordkorea wird streng durch das nordkoreanische Regime kontrolliert. Individualreisen sind nicht möglich. Touristen bringen dem sanktionierten Land dringend benötigte Devisen.

## Reisemöglichkeiten und -hindernisse
Verschiedene staatseigene Reiseveranstalter wie zum Beispiel der Korea International Travel Company (KITC), Korean International Sports Travel Company (KISTC), Korean International Taekwondo Tourism Company (KITTC) und der Korean International Youth Travel Company (KIYTC) bieten Gruppenreisen an beziehungsweise organisieren solche. 
Seit 2020 bis Ende 2024 war Nordkorea für westliche und chinesische Touristen weiterhin gesperrt. Nur Gruppen aus Russland konnten das Land besuchen. Im Februar 2025 konnten erstmals seit Beginn der COVID-19-Pandemie wieder westliche Touristen in das Land einreisen. Einen Monat später wurde die Einreise für internationale Touristengruppen jedoch wieder untersagt.
Das Auswärtige Amt rät von Reisen nach Nordkorea dringend ab. Das Eidgenössische Departement für auswärtige Angelegenheiten weist auf strenge Strafen für Gesetzesverstösse – darunter alles, was als Kritik am Regime zu deuten ist – hin und empfiehlt, politische Diskussionen zu vermeiden.

## Besucherstatistiken
Offizielle Zahlen zu den Anzahl Touristen in Nordkorea liegen nicht vor.
Vor COVID-19 besuchten jährlich ca. 4.000 bis 6.000 Touristen aus westlichen Staaten das Land, darunter rund 300 Deutsche. Touristen aus China machen rund 90 % der Besucher aus. Schätzungen zufolge reisen aus dem Nachbarland zwischen 120.000 und über 300.000 Personen im Jahr nach Nordkorea. Laut dem Auswärtigen Amt ist Nordkorea das für Ausländer am schwersten zugängliche Land der Welt.

## Ablauf

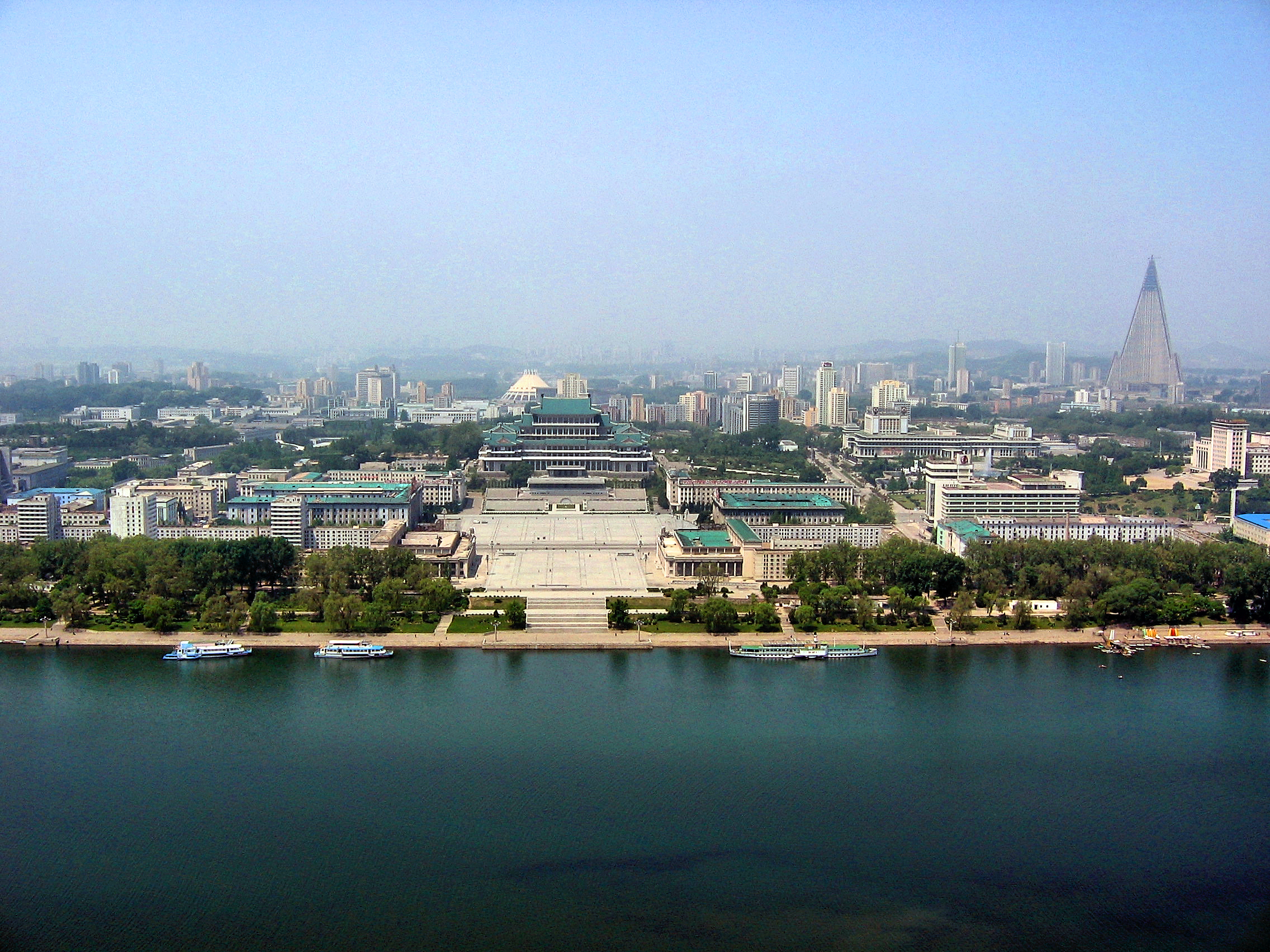
Aussicht vom Juche-Turm auf die Innenstadt von Pjöngjang

Touristen müssen ihre Reise nach Nordkorea als Pauschalreise buchen. Die Dauer der Reise beträgt ein bis zwei Wochen, kostet ca. 2000 Euro (pro Person) und beginnt in Peking. Eine Reise nach Nordkorea ist mit einigen Abstrichen verbunden. So dürfen Touristen dem Veranstalter zwar die Orte, die man besuchen möchte, mitteilen, letztendlich entscheidet jedoch der Veranstalter, wohin man reisen darf. Das Hotel sowie die Restaurants werden vor der Reise vom Veranstalter bestimmt. Außerdem wird man während des gesamten Aufenthalts von zwei Reiseleitern, die fließend die Sprache der Reisegruppe beherrschen, und einem Fahrer begleitet. Schätzungsweise 15 Orte dürfen von den Touristen besucht werden, die meiste Zeit des Urlaubs verbringt man jedoch in der Hauptstadt Pjöngjang. Selbstständiges Reisen, also ohne die Begleiter, ist zwar nicht offiziell verboten, kann unter Umständen aber gefährlich werden und ist nur dann möglich, wenn es dem oder den Touristen gelingt, sich der Bewachung der Begleiter zu entziehen.
Die Begleiter versuchen mit allen Mitteln zu verhindern, dass Touristen mit Zivilisten in Kontakt kommen. Das Fotografieren von militärischen Anlagen, Bahnhöfen, Flughäfen, Hafenanlagen, also im Prinzip aller sicherheitsrelevanten Bereiche, ist verboten. Außerdem dürfen Motive, die dem Image des Staates schaden könnten, nicht fotografiert werden; dazu gehören zum Beispiel arme Stadtteile. Telefonieren ist im Hotel erlaubt, mobiles Netz gibt es dagegen nicht. Sämtliche Ausgaben in Nordkorea müssen in Euro, US-Dollar oder in Yuan und in bar getätigt werden. Das Mitbringen von westlichen Symbolen wie einer deutschen Zeitung oder einer Bibel sollte unterlassen werden, da es im schlimmsten Fall zu einer Ausweisung aus dem Land führen kann. Ungern gehört werden auch kritische Fragen oder Bemerkungen zum politischen System in Nordkorea.

## Reiseverbote nach ausländischem Recht
Seit September 2017 dürfen Bürger der Vereinigten Staaten nach einem Beschluss von US-Präsident Donald Trump nicht mehr nach Nordkorea reisen. Ausgenommen sind US-Bürger, die zusätzlich einen ausländischen, für Nordkorea gültigen Reisepass besitzen.
Die Einreise ist zudem auch untersagt für südkoreanische Staatsangehörige.

## Destinationen
Rundreisen haben meist die Hauptstadt Pjöngjang als Basis. Ziele von dort sind die Demilitarisierte Zone bei Kaesŏng, die Touristenregion Kŭmgang-san (Diamantenberge) und gelegentlich Wŏnsan oder das Museum für Völkerfreundschaft in den Myohyang-Bergen. Andere Städte und der Berg Paektusan werden wegen der schlechten Infrastruktur selten besucht. Ein weiteres touristisches Zentrum ist das Skigebiet Masik-Ryong.